# Spielgemeinschaft Volleyball Gellersen Lüneburg 2019-2020
Questa voce raccoglie le informazioni riguardanti lo Spielgemeinschaft Volleyball Gellersen Lüneburg nelle competizioni ufficiali della stagione 2019-2020.

## Organigramma societario
Area direttiva
- Presidente: Andreas Bahlburg

Area tecnica
- Allenatore: Stefan Hübner
- Allenatore in seconda: Eugenio Dolfo, Söhnke Hinz
- Assistente allenatore: Bernd Schlesinger, Malte Stolley
- Scout man: Malte Stolley

Area sanitaria
- Medico: Thomas Buller, Rolf Bünte
- Fisioterapista: Andreas Luedtke, Thomas Kuke, Michaela Möller, Ulf Nitschke

## Rosa
| N° | Nome              | Ruolo | Data di nascita   | Nazionalità sportiva |
| -- | ----------------- | ----- | ----------------- | -------------------- |
| 1  | Tyler Koslowsky   | L     | 31 ottobre 1993   | Canada               |
| 2  | Gijs van Solkema  | P     | 21 maggio 1998    | Paesi Bassi          |
| 3  | Antti Ronkainen   | S     | 11 agosto 1996    | Finlandia            |
| 4  | Leo Durkin        | P     | 13 novembre 1992  | Stati Uniti          |
| 6  | Viktor Lindberg   | S     | 27 marzo 1996     | Svezia               |
| 7  | Jannik Pörner     | O     | 13 luglio 1994    | Germania             |
| 10 | Anton Brehme      | C     | 10 agosto 1999    | Germania             |
| 11 | Blake Scheerhoorn | O     | 6 gennaio 1995    | Canada               |
| 12 | Florian Krage     | C     | 11 gennaio 1997   | Germania             |
| 13 | Michael Michelau  | S     | 12 luglio 1994    | Stati Uniti          |
| 14 | Michel Schlien    | C     | 5 marzo 1992      | Germania             |
| 16 | Konrad Thole      | S     | 14 settembre 1999 | Germania             |

## Risultati

### 1. Bundesliga

#### Girone di andata
| 1ª giornata - 12 ottobre 2019 Gellersenhalle, Reppenstedt           | Lüneburg       | 3 - 1 | Bühl            | 25-19, 25-21, 28-30, 27-25        |
| 2ª giornata - 16 ottobre 2019 Paul Horn-Arena, Tubinga              | Rottenburg     | 2 - 3 | Lüneburg        | 23-25, 25-23, 25-17, 20-25, 7-15  |
| 3ª giornata - 23 ottobre 2019 Gellersenhalle, Reppenstedt           | Lüneburg       | 1 - 3 | Friedrichshafen | 25-20, 21-25, 24-26, 21-25        |
| 4ª giornata - 26 ottobre 2019 Nikolaushalle, Herrsching am Ammersee | Herrsching     | 2 - 3 | Lüneburg        | 25-18, 22-25, 18-25, 25-20, 12-15 |
| 5ª giornata - 9 novembre 2019 Gellersenhalle, Reppenstedt           | Lüneburg       | 1 - 3 | Rüsselsheim     | 31-29, 27-29, 23-25, 24-26        |
| 6ª giornata - 13 novembre 2019 Max-Schmeling-Halle, Berlino         | Charlottenburg | 3 - 0 | Lüneburg        | 25-21, 25-16, 25-20               |
| 7ª giornata - 16 novembre 2019 Gellersenhalle, Reppenstedt          | Lüneburg       | 3 - 0 | Netzhoppers     | 25-18, 25-10, 25-23               |
| 8ª giornata - 23 novembre 2019 Arena Kreis Düren, Düren             | Dürener        | 0 - 3 | Lüneburg        | 16-25, 22-25, 23-25               |
| 9ª giornata - 30 novembre 2019 Gellersenhalle, Reppenstedt          | Lüneburg       | 3 - 1 | Giesen          | 25-22, 20-25, 29-27, 25-20        |
| 10ª giornata - 14 dicembre 2019 Gellersenhalle, Reppenstedt         | Lüneburg       | 3 - 2 | Eltmann         | 25-20, 21-25, 22-25, 25-20, 15-7  |
| 11ª giornata - 21 dicembre 2019 Bayernwerk Sportarena, Unterhaching | Unterhaching   | 3 - 1 | Lüneburg        | 25-21, 24-26, 50-48, 25-22        |

#### Girone di ritorno
| 12ª giornata - 15 gennaio 2020 Großsporthalle, Bühl                      | Bühl            | 1 - 3 | Lüneburg       | 15-25, 30-32, 25-17, 20-25 |
| 13ª giornata - 18 gennaio 2020 Gellersenhalle, Reppenstedt               | Lüneburg        | 3 - 1 | Rottenburg     | 25-17, 22-25, 25-19, 25-23 |
| 14ª giornata - 25 gennaio 2020 ZF-Arena Friedrichshafen, Friedrichshafen | Friedrichshafen | 3 - 1 | Lüneburg       | 25-16, 23-25, 25-17, 25-18 |
| 15ª giornata - 1º febbraio 2020 CU Arena, Amburgo                        | Lüneburg        | 0 - 3 | Herrsching     | 19-25, 23-25, 22-25        |
| 16ª giornata - 5 febbraio 2020 Fraport Arena, Francoforte sul Meno       | Rüsselsheim     | 3 - 0 | Lüneburg       | 25-21, 25-15, 25-17        |
| 17ª giornata - 8 febbraio 2020 CU Arena, Amburgo                         | Lüneburg        | 0 - 3 | Charlottenburg | 17-25, 20-25, 16-25        |
| 18ª giornata - 22 febbraio 2020 Landkost-Arena, Bestensee                | Netzhoppers     | 3 - 1 | Lüneburg       | 25-18, 16-25, 25-19, 25-21 |
| 19ª giornata - 29 febbraio 2020 CU Arena, Amburgo                        | Lüneburg        | 0 - 3 | Dürener        | 15-25, 19-25, 17-25        |
| 20ª giornata - 8 marzo 2020 Volksbank-Arena, Hildesheim                  | Giesen          | 3 - 0 | Lüneburg       | 25-16, 25-21, 28-26        |
| 21ª giornata - 14 marzo 2020 Georg-Schäfer-Halle, Eltmann                | Eltmann         | -     | Lüneburg       | annullata                  |
| 22ª giornata - 21 marzo 2020 CU Arena, Amburgo                           | Lüneburg        | -     | Unterhaching   | annullata                  |

### Coppa di Germania

#### Fase a eliminazione diretta
| Primo turno - 27 ottobre 2019 St.-Ursula-Schule, Luneburgo     | Lüneburg | 3 - 2 | Junkersdorf | 25-14, 25-22, 23-25, 23-25, 15-12 |
| Ottavi di finale - 3 novembre 2019 Gellersenhalle, Reppenstedt | Lüneburg | 0 - 3 | Rüsselsheim | 23-25, 23-25, 13-25               |
| Ottavi di finale - 2 novembre 2019 Gellersenhalle, Reppenstedt | Lüneburg | 0 - 3 | Dürener     | 20-25, 20-25, 21-25               |

## Statistiche

### Statistiche di squadra
| Competizione      | Punti | In casa | In casa | In casa | In trasferta | In trasferta | In trasferta | Totale | Totale | Totale |
| Competizione      | Punti | G       | V       | P       | G            | V            | P            | G      | V      | P      |
| ----------------- | ----- | ------- | ------- | ------- | ------------ | ------------ | ------------ | ------ | ------ | ------ |
| 1. Bundesliga     | 24    | 10      | 5       | 5       | 10           | 4            | 6            | 20     | 9      | 11     |
| Coppa di Germania | -     | 3       | 1       | 2       | 0            | 0            | 0            | 3      | 1      | 2      |
| Totale            | -     | 13      | 6       | 7       | 10           | 4            | 6            | 23     | 10     | 13     |

G = partite giocate; V = partite vinte; P = partite perse